# 羰基碲
羰基碲是一种无机化合物，化学式COTe。

## 制备
羰基碲可由一氧化碳和碲单质共热至1053K直接化合来制备，但产率较低，仅有10%。